# Stefano Gerbino di Cannitello
Stefano Gerbino di Cannitello (Palermo, 31 dicembre 1834 – 24 maggio 1906) è stato un vescovo cattolico italiano.

## Biografia
È stato ordinato presbitero il 25 marzo 1858 per l'Ordine di San Benedetto.
Il 3 giugno 1890 papa Leone XIII lo ha nominato prelato di Santa Lucia del Mela ma non avendo ottenuto il regio exequatur non ha mai preso possesso della diocesi.
Il 29 novembre 1895 lo stesso Papa lo ha promosso vescovo di Trapani; ha ricevuto l'ordinazione episcopale nella cattedrale di Monreale il 12 gennaio 1896 da Domenico Gaspare Lancia di Brolo, arcivescovo metropolita di Monreale.
Nell'aprile 1906 ha lasciato il governo pastorale della diocesi; è morto il 24 maggio seguente all'età di 71 anni.

## Genealogia episcopale
La genealogia episcopale è:
- Cardinale Scipione Rebiba
- Cardinale Giulio Antonio Santori
- Cardinale Girolamo Bernerio, O.P.
- Arcivescovo Galeazzo Sanvitale
- Cardinale Ludovico Ludovisi
- Cardinale Luigi Caetani
- Cardinale Ulderico Carpegna
- Cardinale Paluzzo Paluzzi Altieri degli Albertoni
- Papa Benedetto XIII
- Papa Benedetto XIV
- Papa Clemente XIII
- Cardinale Bernardino Giraud
- Cardinale Alessandro Mattei
- Cardinale Pietro Francesco Galleffi
- Cardinale Giacomo Filippo Fransoni
- Cardinale Antonio Saverio De Luca
- Arcivescovo Domenico Gaspare Lancia di Brolo, O.S.B.
- Vescovo Stefano Gerbino di Cannitello, O.S.B.